# Melastomovité
Melastomovité (Melastomataceae) je velká čeleď dvouděložných rostlin z řádu myrtotvaré (Myrtales), zahrnující přes 5000 druhů v téměř 190 rodech. Jsou to dřeviny i byliny s jednoduchými vstřícnými listy s charakteristickou žilnatinou. Květy jsou často nápadné, většinou čtyř nebo pětičetné, pravidelné nebo částečně dvoustranně souměrné, oboupohlavné. Spojidlo prašníků bývá charakteristicky různým způsobem modifikováno. Plodem je tobolka nebo bobule Čeleď je rozšířena v tropech celého světa.

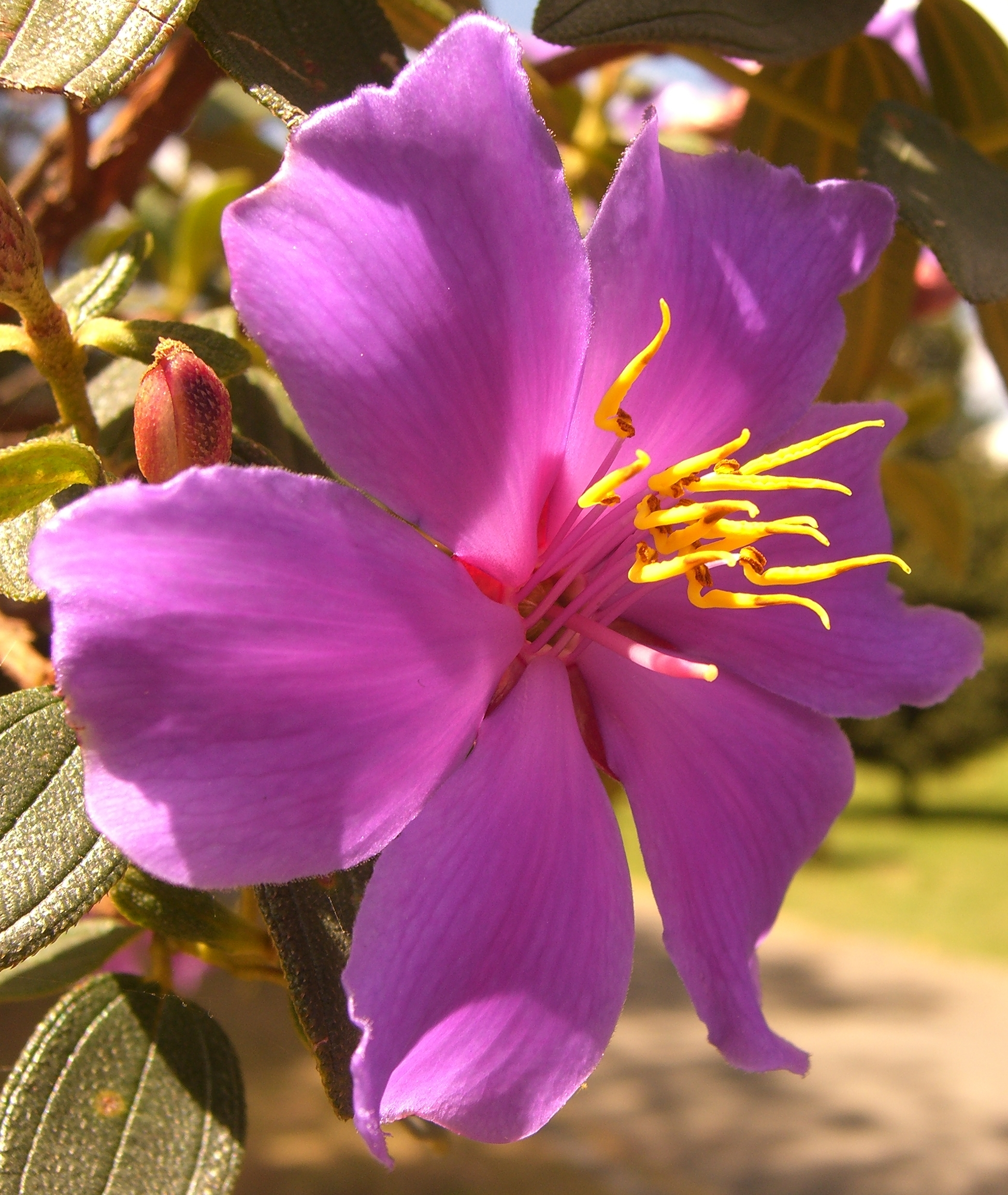
Květ Tibouchina lepidota

## Popis
Zástupci čeledi jsou keře, byliny a stromky, zřídka i vysoké stromy s jednoduchými vstřícnými listy bez palistů. Odění je složeno z chlupů nejrůznějších typů. Listy mají u většiny zástupců charakteristickou a nápadnou žilnatinu. Od báze listu k vrcholu vede několik obloukovitých hlavních žilek, příčně propojených nápadnými postranními žilkami kolmými na střední žilku. Čepel listů je na okraji celokrajná nebo pilovitá.
Květenství jsou často bohatá, latovitá, složená z vrcholíků nebo svazečků. Zřídka jsou květy jednotlivé. Květy jsou drobné i velké, pravidelné (pouze tyčinky někdy souměrné), oboupohlavné. Kalich i koruna jsou nejčastěji 4 až 5-četné, obvykle na bázi srostlé. Koruna je nejčastěji bílá, růžová, purpurová až modrofialová, výjimečně žlutá nebo oranžová. Tyčinek je 5 až 10, výjimečně více. Konektiv tyčinek (spojidlo mezi prašníky) je často ztlustlý, protažený nebo s nápadným přívěskem. Semeník je svrchní až spodní, srostlý z 1 až 10 plodolistů a se stejným počtem komůrek, s mnoha vajíčky. Čnělka je jediná. Plodem je tobolka nebo bobule.

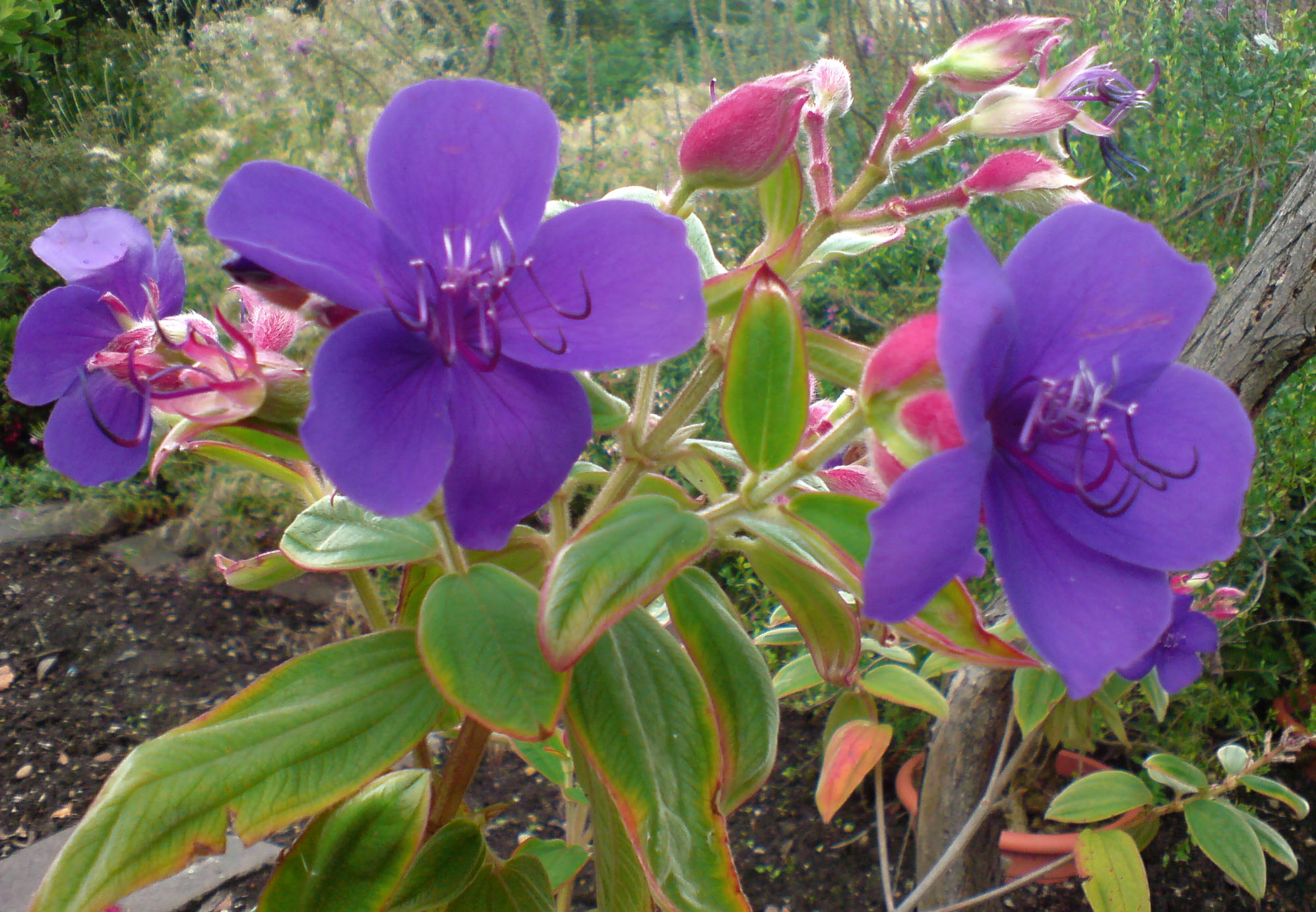
Tibouchina urvilleana
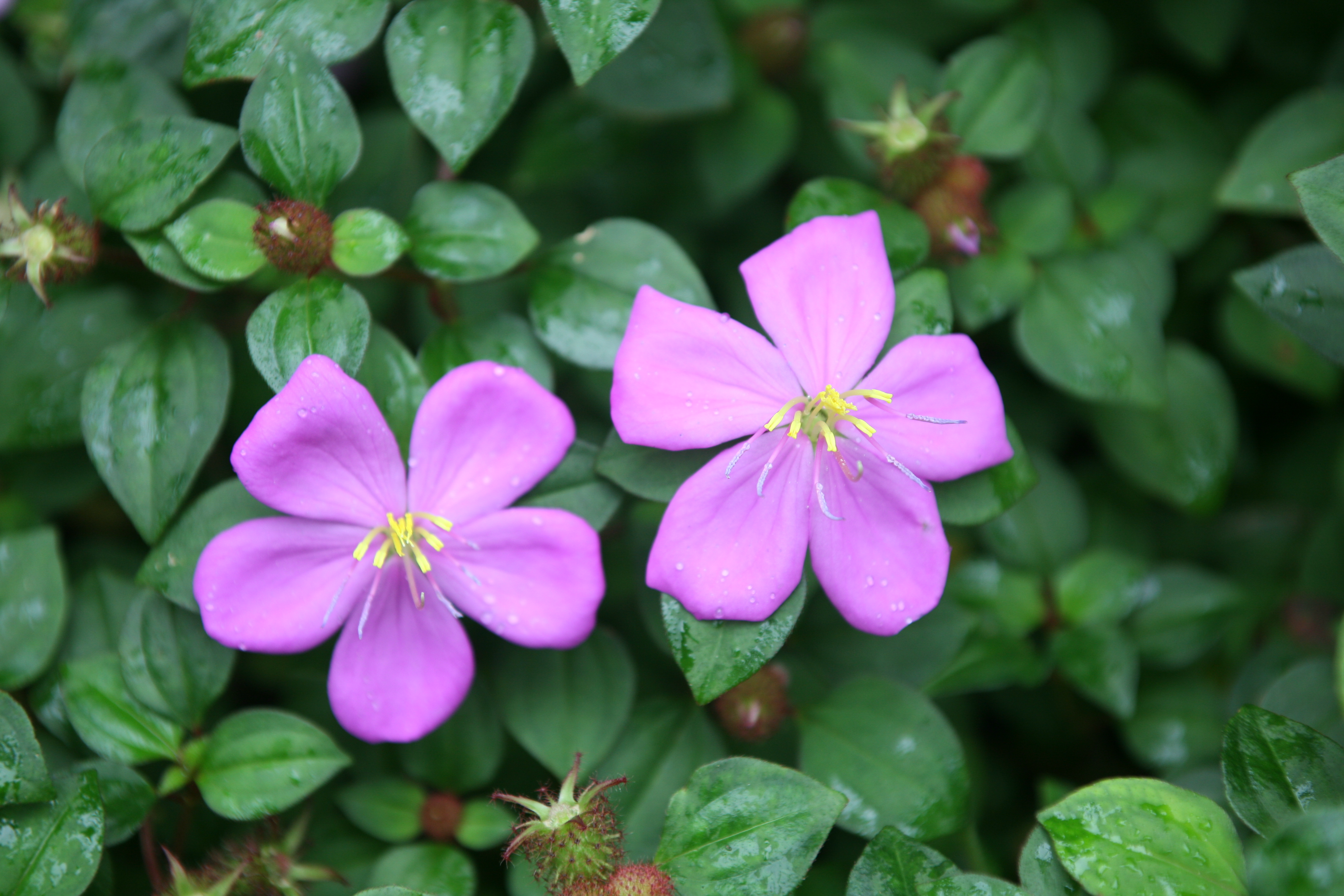
Melastoma malabathricum
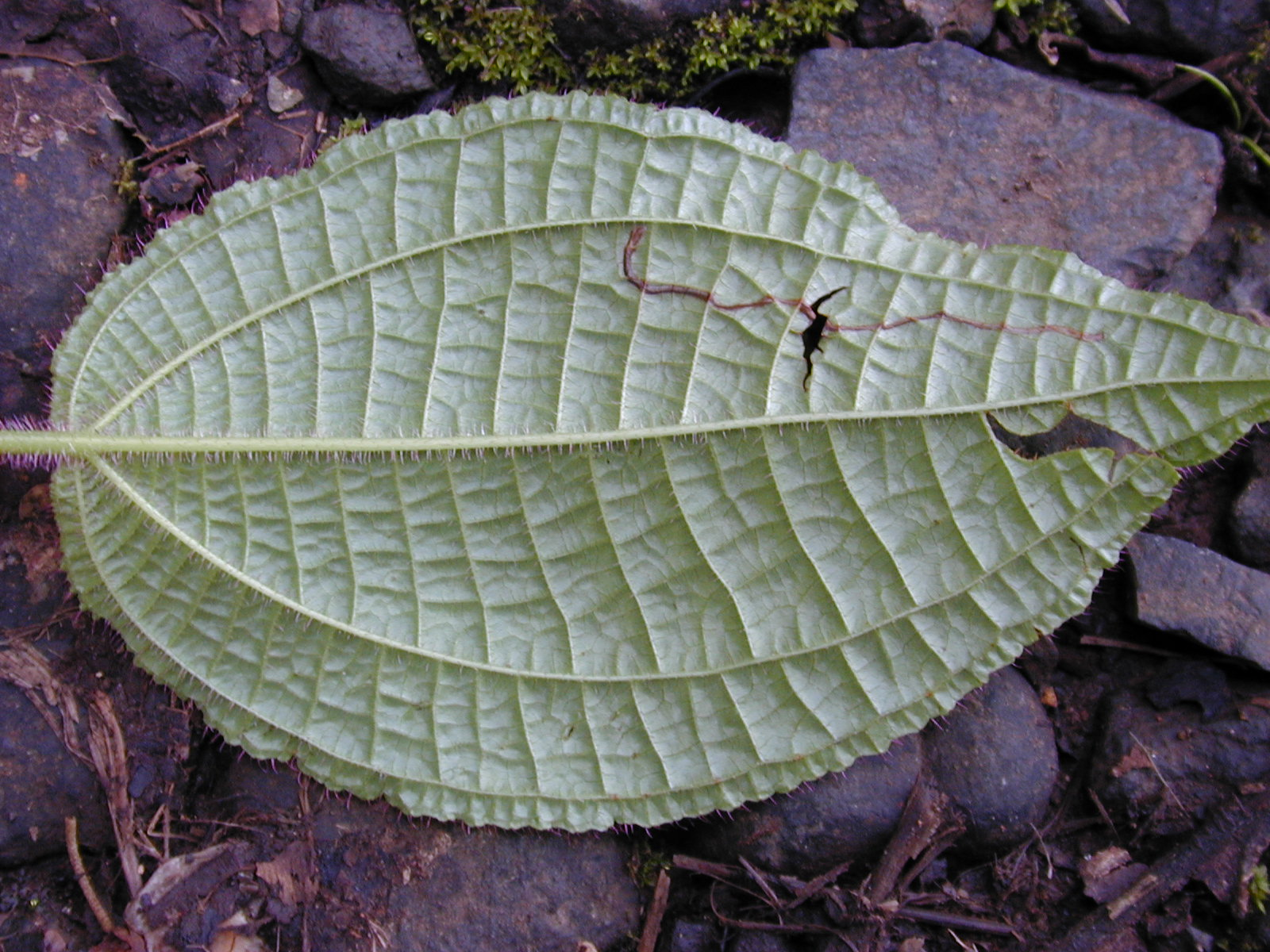
Charakteristická žilnatina melastomovitých (Clidemia hirta)
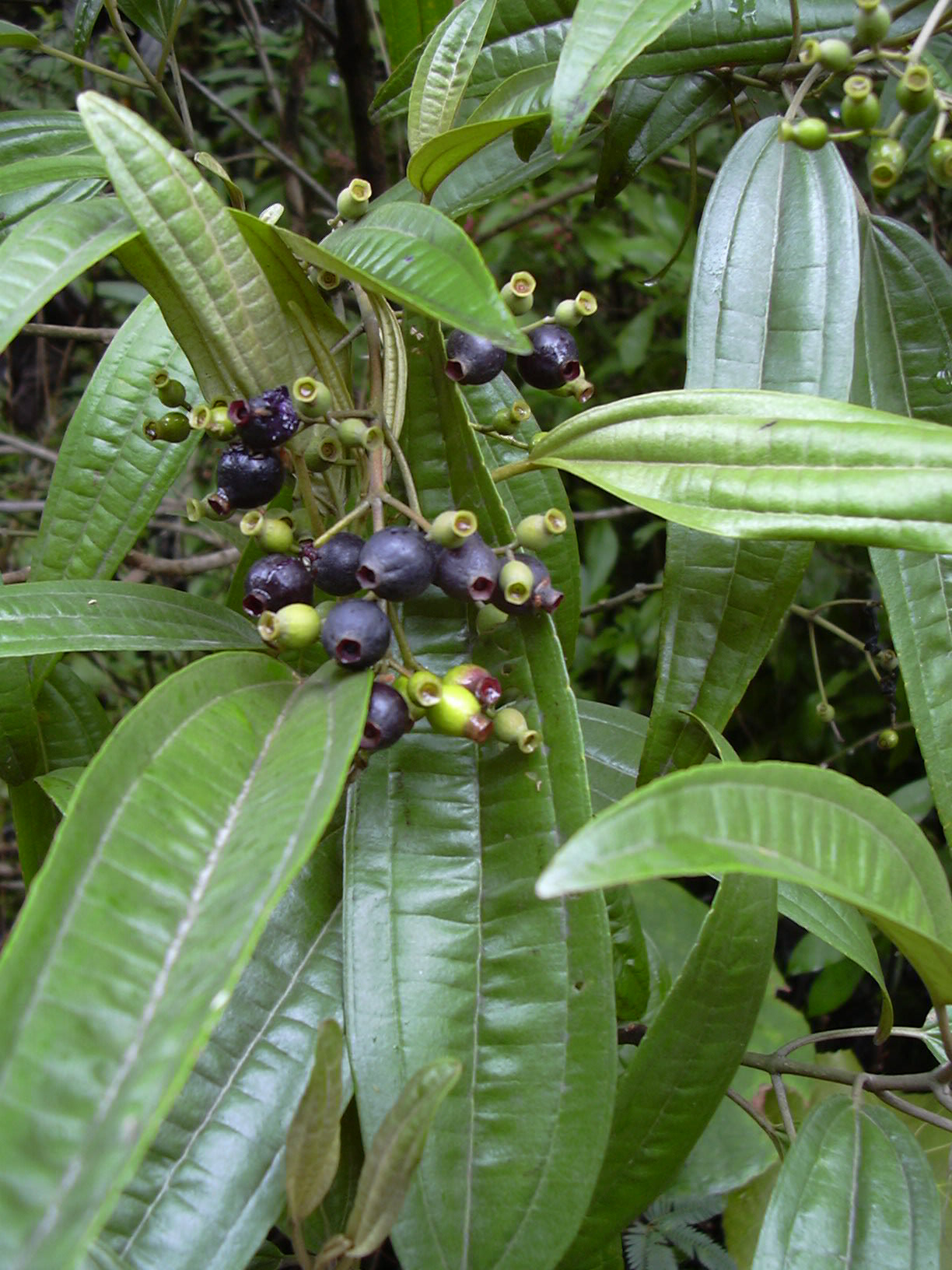
Plody Tetrazygia bicolor

## Rozšíření
Čeleď melastomovité zahrnuje přes 5000 druhů v asi 188 rodech. Je rozšířena v tropech celého světa. Největší zastoupení je v tropické Americe (asi 3000 druhů). Asi 1000 druhů roste v tropické Asii, 240 v Africe, 225 na Madagaskaru, 50 v Indii a 7 v Austrálii. Největší rod je Miconia, zahrnující asi 1000 druhů.
Ačkoliv melastomovité rostou na pestré škále tropických stanovišť, nejčastěji to jsou podrostové keře a byliny v horských deštných lesích. Centra největší druhové diverzity jsou v Andách, Guyaně a v pobřežních deštných lesích Brazílie. Naproti tomu centrum morfologické diverzity leží v Indočíně a Malajsii.

## Ekologické interakce

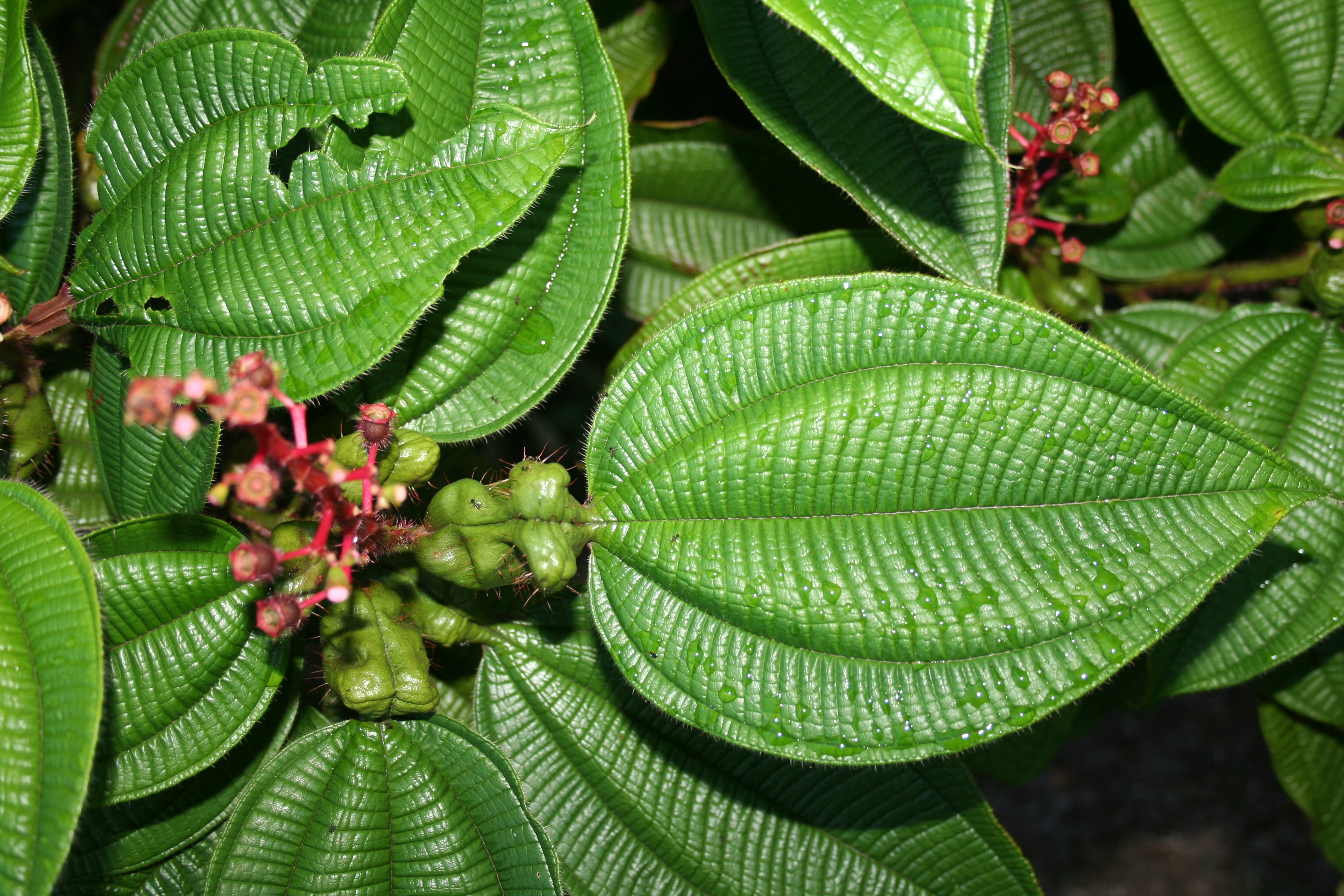
Domatia na bázi listů Tococa sp.

Květy melastomovitých povětšině postrádají nektar a jsou specializovány na opylování včelami sbírajícími pyl. Nitky tyčinek mají často nápadné jasně zbarvené výrůstky různých tvarů, zvyšující jejich atraktivitu pro opylovače. Pouze některé druhy (asi 80 druhů v 11 rodech) mají nektar a jsou opylovány kolibříky, netopýry, hlodavci a vosami.
Nevelké bobule jsou atraktivní pro ptáky, pro některé skupiny tvoří v tropické Americe dokonce hlavní podíl potravy. Semena procházejí trávicím traktem bez poškození. Některé druhy mají velké žluté bobule, vyhledávané vačnatci, opicemi a netopýry. Semena z tobolek jsou šířena nejčastěji větrem nebo jsou rozstřikována kapkami deště.
Na bázi listů některých druhů (rody Tococa, Clidemia aj.) jsou vyvinuty vakovité útvary, které v přírodě obydlují mravenci. Ti rostlinu chrání před škůdci jako jsou housenky, které odnášejí nebo likvidují. V některých případech dokonce vstřikují herbicidní látky do růstových tkání rostlin v blízkém okolí a uvolňují tak prostor hostitelské rostlině. Jiné rody (Mecranium, Calycogonium aj.) mají na spodní straně listů v paždí žilek domatia obývaná roztoči, kteří odstraňují z rostliny houby nebo pronásledují drobné škůdce.

## Taxonomie
Čeleď je tradičně dělena na dvě dobře vyhraněné a monofyletické podčeledi, někdy rozlišované i na úrovni samostatných čeledí:
- Memecyloideae – více než 400 druhů v 6 rodech, žilnatina zpeřená, 1 až 2 vajíčka v plodolistu
- Melastomoideae – charakteristická žilnatina, mnoho vajíček v plodolistu[1]

Nejblíže příbuznými skupinami jsou podle kladogramů APG čeledi Alzateaceae, Penaeaceae a Crypteroniaceae.

## Zástupci
- bertolónie (Bertolonia)
- blakea (Blakea)
- disotka (Dissotis)
- drápkovka (Centradenia)
- henrietea (Henriettea)
- klidemie (Clidemia)
- kotevnice (Rhexia)
- medinila (Medinilla)
- melastoma (Melastoma)
- merianie (Meriania)
- osbekie (Osbeckia)
- osea (Ossaea)
- různivka (Maieta)
- sonerila (Sonerila)
- šafránovka (Memecylon)
- širál (Miconia)
- šomolatec (Heterotrichum)
- tibouchina (Tibouchina)
- tokoka (Tococa)
- tristema (Tristemma)
- zobour (Rhynchanthera)[4]

## Význam
Některé druhy mají jedlé bobule, např. jihoamerické Mouriri crassifolia, Mouriri acutiflora, Clidemia hirta, Clidemia rubra, Miconia ciliata, Miconia longifolia a Miconia racemosa.
Ačkoliv čeleď obsahuje množství velmi atraktivních druhů, zdaleka všechny nejsou kultivovatelné ve sklenících botanických zahrad. Mnohé druhy vyžadují určité houby v kořenové sféře a také tropický světelný režim.
Některé velkokvěté druhy rodu Tibouchina jsou v tropech a subtropech pěstovány jako okrasné rostliny. Zavlečené druhy se mohou stát v tropických oblastech invazivními rostlinami, jako např. Miconia calvescens na Havaji. Přírodní národy po celém světě získávají z plodů, kůry a listů některých druhů melastomovitých modré barvivo. Barvivo obsažené v bobulích dalo také této čeledi jméno.
Ve sklenících botanických zahrad bývá pěstována impozantně kvetoucí Medinilla magnifica, pocházející z Filipín.

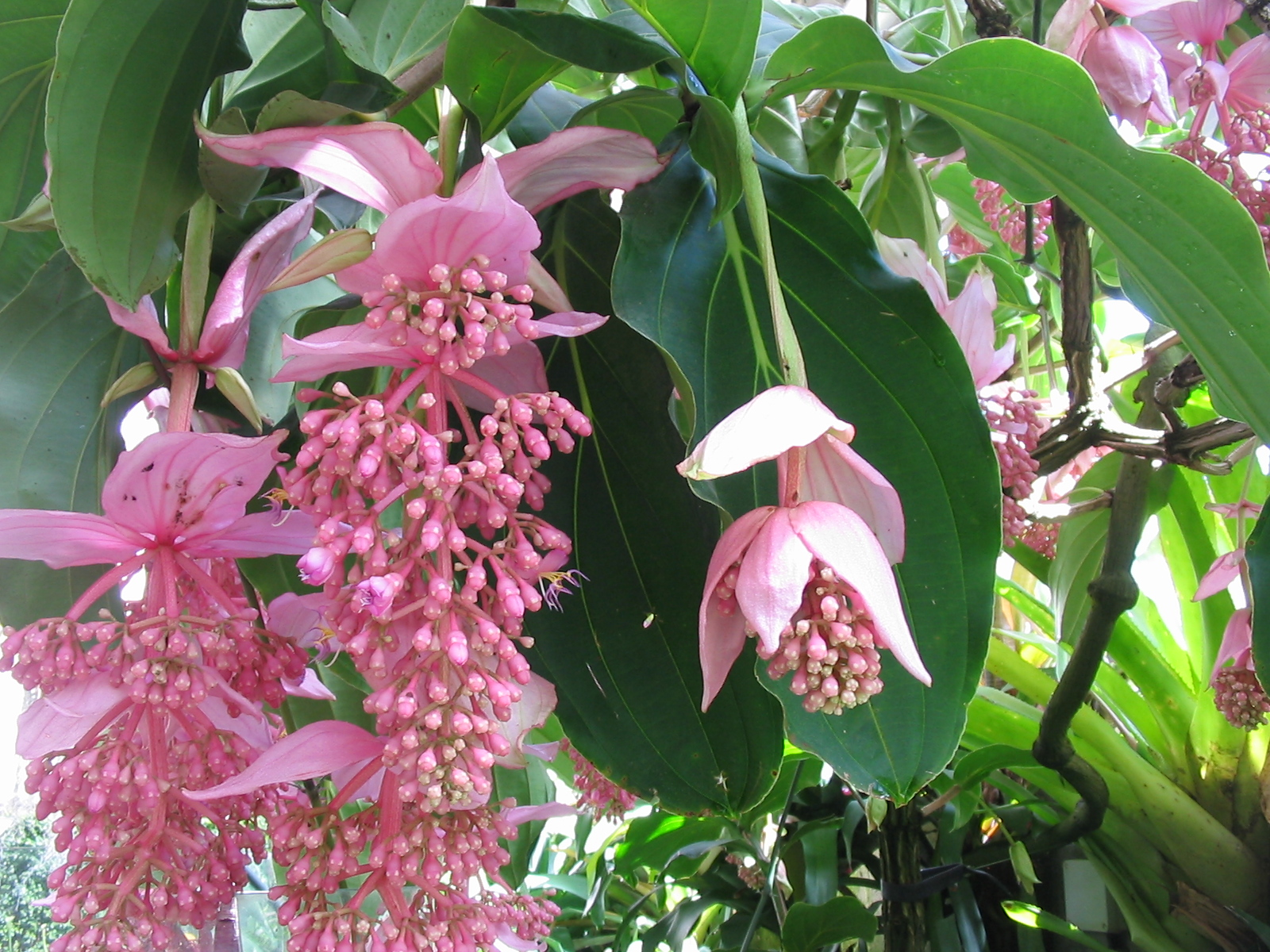
Kvetoucí Medinilla magnifica
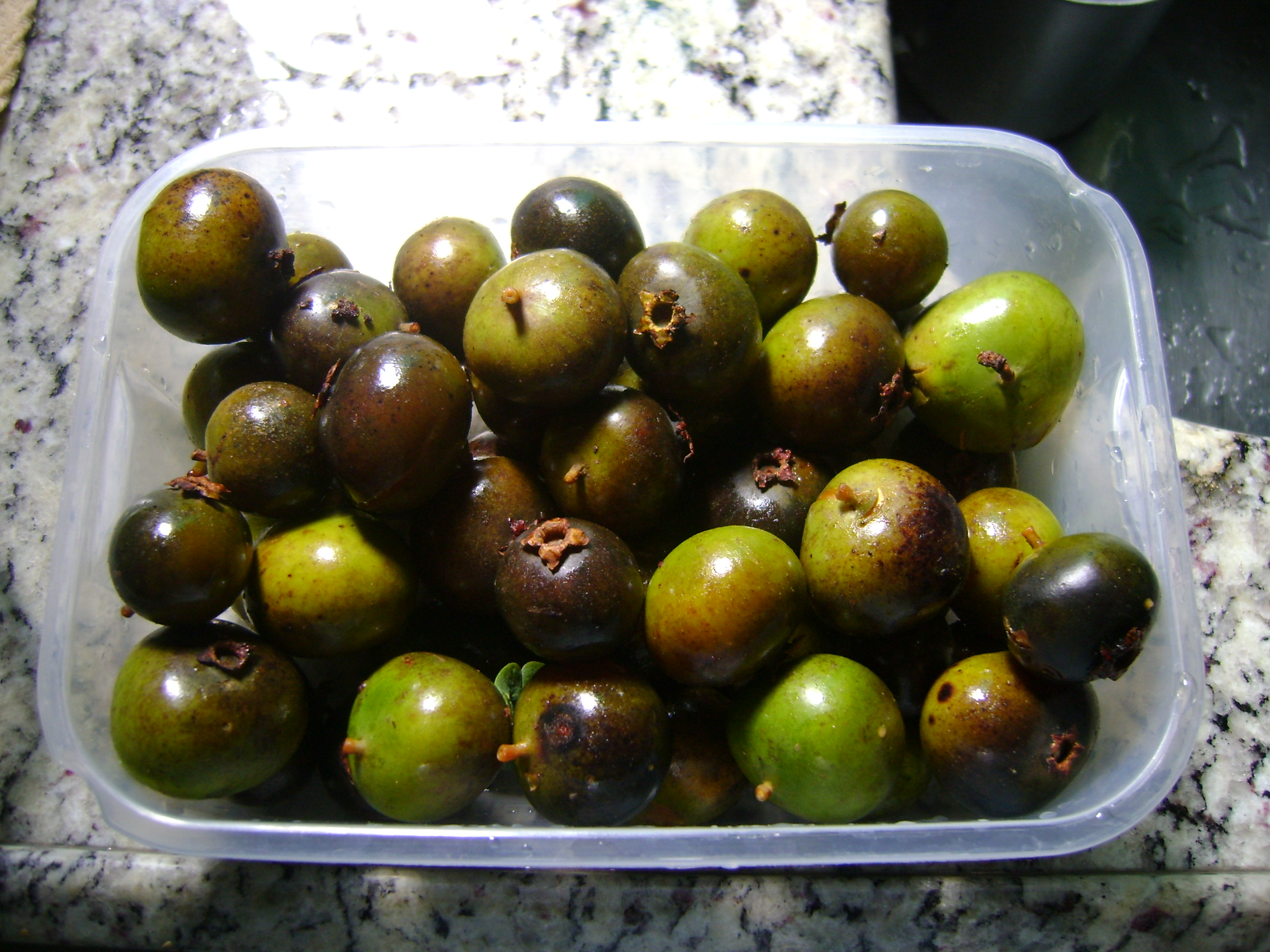
Plody Mouriri pusa
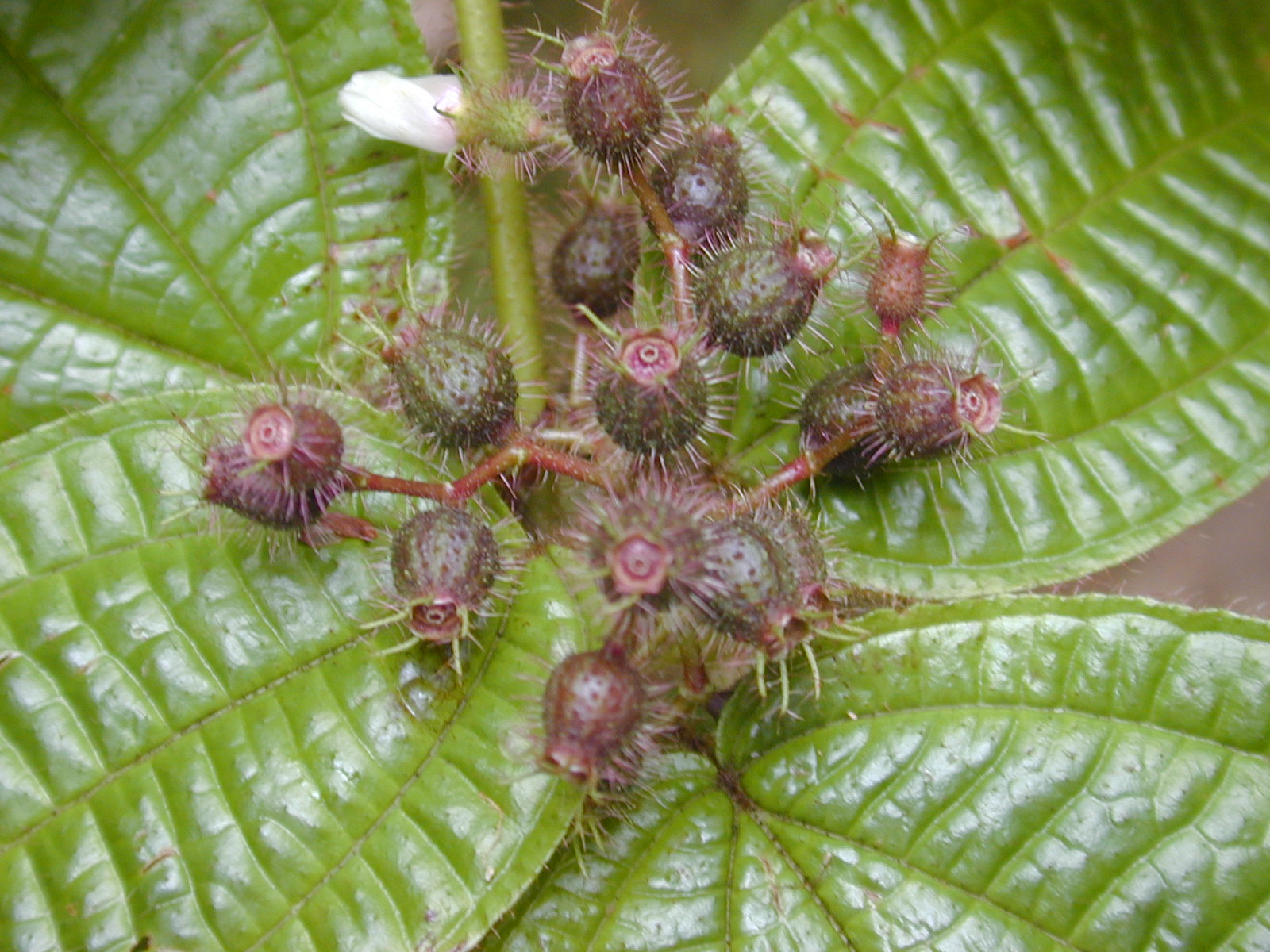
Nezralé plody Clidemia hirta

## Přehled rodů
Acanthella,
Aciotis,
Acisanthera,
Adelobotrys,
Allomaieta,
Alloneuron,
Amphiblemma,
Amphorocalyx,
Anaectocalyx,
Anaheterotis,
Anerincleistus,
Antherotoma,
Appendicularia,
Argyrella,
Arthrostemma,
Aschistanthera,
Astrocalyx,
Astronia,
Astronidium,
Axinaea,
Barthea,
Beccarianthus,
Behuria,
Bellucia,
Bertolonia,
Bisglaziovia,
Blakea,
Blastus,
Boerlagea,
Boyania,
Brachyotum,
Brasilianthus,
Bredia,
Bucquetia,
Cailliella,
Calvoa,
Calycogonium,
Cambessedesia,
Castratella,
Catanthera,
Catocoryne,
Centradenia,
Centradeniastrum,
Centronia,
Chaetolepis,
Chaetostoma,
Chalybea,
Charianthus,
Cincinnobotrys,
Clidemia,
Comolia,
Comoliopsis,
Conostegia,
Creochiton,
Cyphotheca,
Desmoscelis,
Dicellandra,
Dichaetanthera,
Dinophora,
Dionycha,
Dionychastrum,
Diplectria,
Dissochaeta,
Dissotidendron,
Dissotis,
Dolichoura,
Driessenia,
Dupineta,
Eriocnema,
Ernestia,
Feliciadamia,
Fordiophyton,
Fritzschia,
Graffenrieda,
Gravesia,
Guyonia,
Henriettea,
Heteroblemma,
Heterocentron,
Heterotis,
Huberia,
Itatiaia,
Kendrickia,
Kerriothyrsus,
Killipia,
Kirkbridea,
Lavoisiera,
Leandra,
Lijndenia,
Lithobium,
Loricalepis,
Macairea,
Macrocentrum,
Macrolenes,
Maguireanthus,
Maieta,
Mallophyton,
Marcetia,
Mecranium,
Medinilla,
Melastoma,
Melastomastrum,
Memecylon,
Meriania,
Merianthera,
Miconia,
Microlepis,
Microlicia,
Monochaetum,
Monolena,
Mouriri,
Neblinanthera,
Necramium,
Neodriessenia,
Nepsera,
Nerophila,
Ochthephilus,
Ochthocharis,
Opisthocentra,
Osbeckia,
Ossaea,
Oxyspora,
Pachyanthus,
Pachycentria,
Pachyloma,
Phainantha,
Phyllagathis,
Physeterostemon,
Pilocosta,
Plagiopetalum,
Pleiochiton,
Pleroma,
Plethiandra,
Poikilogyne,
Poilannammia,
Poteranthera,
Preussiella,
Pseudodissochaeta,
Pternandra,
Pterogastra,
Pterolepis,
Rhexia,
Rhynchanthera,
Rousseauxia,
Sagraea,
Salpinga,
Sandemania,
Sarcopyramis,
Schwackaea,
Scorpiothyrsus,
Siphanthera,
Sonerila,
Spathandra,
Sporoxeia,
Stanmarkia,
Stenodon,
Stussenia,
Styrophyton,
Svitramia,
Tateanthus,
Tessmannianthus,
Tetrazygia,
Tibouchina,
Tibouchinopsis,
Tigridiopalma,
Tococa,
Trembleya,
Triolena,
Tristemma,
Tryssophyton,
Vietsenia,
Votomita,
Warneckea,
Wurdastom